# 高瑞屏
高瑞屏（1981年4月20日—），為台灣台語女歌手。曾參加三立《21世紀新人歌唱排行榜》（兒童組），1996年至1999年與尤姿涵、陳雅珍、蕭玉芬、王秀琪合組五人女子團體『南台灣小姑娘』。